# ACBD3
ACBD3‏ (Acyl-CoA binding domain containing 3) هوَ بروتين يُشَفر بواسطة جين ACBD3 في الإنسان.